# Cambiar el mundo sin tomar el poder
Cambiar el mundo sin tomar el poder: el significado de la revolución hoy (título original en inglés: Change the World Without Taking Power: The Meaning of Revolution Today), es un libro escrito por John Holloway que examina el concepto de revolución. 

## Argumento
Sostiene que la posibilidad de la revolución está no en la toma del Estado, sino más bien en los actos diarios de rechazo y organización contra la sociedad capitalista, lo que es llamado "antipoder" (que diferencia de contrapoder). 
Holloway afirma que, el poder no es algo que pueda “tomarse”, ya que no es algo que alguna persona o institución particular posea: el poder reside más bien en la fragmentación de las relaciones sociales. El Estado entonces no es el lugar de poder que parece ser, sino precisamente un elemento en el despedazamiento de las relaciones sociales. Por ello el libro se acerca al concepto de revolución como una pregunta, en vez de como una respuesta dada.

## Repercusiones
Esta obra ha suscitado interés por parte de anarquistas, así como de marxistas libertarios y otros grupos cercanos a las propuestas autogestionarias y autonomistas. El libro fue publicado por primera vez en 2002 (ISBN 0-7453-1863-0) y abrió una ola de debate entre Holloway e intelectuales de extrema izquierda, causando en gran parte el rechazo de la izquierda ortodoxa y estadocéntrica.